# Desarrollo postembrionario
El desarrollo postembrionario es la etapa de la ontogenia que comprende el periodo de crecimiento postnatal y la obtención de la madurez sexual del individuo. En los animales, una vez ocurrido el nacimiento del nuevo individuo, este continua su desarrollo hasta convertirse en adulto; es decir, hasta que maduran sus órganos sexuales. Este desarrollo se llama postembrionario y puede ser directo o indirecto.

## Crecimiento
El crecimiento no es otra cosa que el aumento de tamaño del organismo, y los cambios en las proporciones corporales. Por ejemplo, en la especie humana el crecimiento termina hacia los 21 años de edad en la mujer y 24 en el hombre, con la osificación de los cartílagos intercalares de los huesos. Este crecimiento es más acentuado en la niñez y en la primera juventud.

## Madurez sexual
Con la madurez sexual el individuo adquiere los caracteres sexuales secundarios y la capacidad reproductora (empieza la formación de gametos). En humanos tiene lugar en el periodo de la pubertad, a partir de los 12 años en las chicas, y de los 13-14 años en los chicos.

## Cambios postnatales
En función de la especie, pueden darse otros cambios a partir del momento del nacimiento. Por ejemplo, en humanos distinguimos: el funcionamiento de los aparatos respiratorio, digestivo y excretor, cuyas funciones desempeñaba hasta ese momento la placenta; la aparición de la dentadura (primero de leche y después definitiva); el cierre de algunos espacios que quedan entre los huesos del cráneo; el funcionamiento de los órganos de los sentidos; y las manifestaciones y desarrollo progresivo de las capacidades racionales (inteligencia, voluntad).

### Desarrollo postembrionario en insectos
En los insectos hay diferentes tipos de desarrollo postembrionario.
Así pues podemos diferenciar:

#### Ametabolía
En el desarrollo ametábolo las formas juveniles son muy parecidas a las adultas. A veces se produce una muda en la última fase.

#### Hemimetabolismo
En el desarrollo hemimetábolo las formas juveniles son algo parecidas a las adultas.
Se diferencian fases de:
- fase embrionaria o huevo, finaliza con la eclosión del mismo
- fase de ninfa (ninfal) o larva (larvaria),
- y fase de imago (o adulto).

En la literatura clásica la hemimetabolia solía subdividirse en:
- Heterometabolia/Heterometábolos: Las ninfas (o náyades) y los adultos viven en medios diferentes.
- Paurometabolia/Paurometábolos: Las ninfas y los adultos viven en el mismo hábitat.

#### Holometabolismo
En el desarrollo holometábolo las formas juveniles no se parecen nada a las formas adultas.
fases de:
- fase embrionaria o huevo,
- fase de larva,
- fase de pupa,
- y fase de imago (o adulto).

El control de la metamorfosis está regulado por 3 tipos de hormonas:
- Neuropéptidos: hormona protoracicotrópica (PTTH) y hormona de la eclosión (EH).
- Ecdiesteroides.
- Hormona juvenil (HJ), con diferentes formas incluso en un mismo insecto.

Es además importante destacar los procesos de dormancia en el desarrollo postembrionario de insectos. Estos pueden ser:
- Quiescencia: parada o retraso en el desarrollo como una respuesta directa a condiciones desfavorables. La quiescencia termina cuando las condiciones vuelven a ser favorables.
- Diapausa: parada en el desarrollo combinada con cambios fisiológicos adaptativos. No acaba la diapausa necesariamente cuando las condiciones vuelven a ser favorables.

- Datos: Q5803802